# Macanès
El macanès, també conegut com a Patuá macaense, Crioll macanès, Patuá di Macau, Papia Cristam di Macau, Doci Papiaçam di Macau o Macaista Chapado, és una llengua criolla de base portuguesa formada a Macau a partir del segle xvi, influenciada pel cantonès, malai i singalès. També mostra alguna influència de l'anglès, del tailandès, del japonès i d'algunes llengües de l'Índia. Era la llengua originària de la comunitat macanesa de l'antiga colònia portuguesa de Macau. Actualment és parlada per unes poques famílies a Macau i a la diàspora macanesa.
El 20 de febrer de 2009, la nova edició de l'Atles de les llengües del món en perill de la UNESCO classifica el macanès com a llengua "en perill crític". L'Atles posa el nombre de parlants en 50 a partir de l'any 2000. Es va sotmetre a un procés de descriollització i a un canvi a la norma portuguesa de Macau, mentre estava encara sota administració portuguesa.

## Història i evolució
Aquest crioll va ser originalment desenvolupat pels macanesos i al llarg dels segles va sofrir molts canvis en la seva gramàtica, fonètica i vocabulari per a respondre a l'evolució de la demografia i de la cultura de Macau. Alguns estudiosos divideixen el patuá en dos tipus: l'arcaic, parlat fins a segle xix, i el modern, desenvolupat i parlat a partir del segle xix i molt influenciat pel cantonès.
El Patuá era dominat i parlat per un gran nombre de macanesos i per alguns xinesos de Macau, principalment les esposes xineses de portuguesos. Per a ells, el patuá és més fàcil d'aprendre i pronunciar donat que aquest crioll té influències xineses. Fins al seble XIX va ser una llengua important de comunicació entre els macanesos, els xinesos i els portuguesos, i va contribuir bastant al desenvolupament socioeconòmic de la ciutat. Però, encara durant el seu apogeu, el nombre de parlants d'aquest crioll era relativament baix, no sobrepassant les desenes de milers.
Durant tot el segle xix, molts macanesos (un grup d'ells ja van emigrar a la nova colònia britànica de Hong-Kong durant el segle xix) van continuar parlant el patuá en oposició al Portuguès-padrão (parlat a Portugal) usat per les autoritats portugueses de Macau, encara que aquest crioll no gaudís de cap estatut oficial o especial. Molts d'ells usaven el patuá com un mitjà per a criticar satíricament les autoritats. José dos Santos Ferreira és un dels pocs escriptors i poetes de Macau que utilitzen aquest crioll en les seves obres.
A finals del segle xix, la importància i l'ús del patuá va disminuir dràsticament perquè el Govern central de Lisboa va començar a efectuar una sèrie de reformes educatives per a implementar el portuguès de Portugal a totes les colònies portugueses, fent del padrão la llengua de comunicació dintre de l'Imperi Portuguès. Els macanesos d'alta posició social gradualmente van deixar d'usar el patuá i a adoptar el portuguès-padrão ensenyat a les escoles, deixant el crioll com a llengua més apropiada per a les classes baixes, considerant-lo un tipus de "portuguès primitiu". Les reformes educatives van ser un èxit, i el nombre de parlants del patuá va continuar baixant dràsticament perquè va perdre la seva importància de ser una llengua de comunicació entre els xinesos, els macanesos i els portuguesos.
Aquesta disminució de l'ús del patuá va ser tan forta que actualment està en vies d'extinció, cada vegada menys macanesos dominen aquest crioll. El portuguès, l'anglès i el cantonès (cada vegada més portuguesos dominen aquest dialecte) es convertiren en les noves llengües de comunicació entre ells. A Macau hi ha diverses institucions culturals, tals com el famós "Grup de Teatre Dóci Papiáçam di Macau", i grups de manesos que volen salvar i divulgar aquest crioll. S'hi han escrit peces teatrals i música, i s'ha publicat un Diccionari Portuguès-Patuá, en 2001. També pretenen incloure el patuá en el Patrimoni Cultural Immaterial de la Humanitat de la UNESCO.

## Situació actual
L'ús de macanès ja estava en declivi quan Macau era un territori portuguès, i la situació és poc probable que millori ara que el territori està sota administració de la República Popular de la Xina. Tot i així, els seus parlants s'enorgulleixen en el fet que Macau tingui el seu propi idioma local, cosa que Hong Kong no té. Argumenten que l'estatus únic de Macau com a pont de 500 anys, entre Orient i Occident justifica els esforços deliberats per preservar l'idioma de Macau, i la seva inclusió en el Llibre Roig de Llengües Amenaçades de la UNESCO.
Malgrat el seu caràcter únic i una història de segles d'antiguitat, el macanès ha rebut escassa atenció per part dels lingüistes. la filòloga Graciete Nogueira Batalha (1925–1992) va publicar una sèrie d'articles sobre la llengua. En 2001 es va publicar un glossari macanès-portuguès.

## Vocabulari
La majoria del vocabulari del patuá és derivat del portuguès i també del malai i de criolls portuguesos formats a la Península Malaia (expressament el kristang), del singalès, de criolls indoportuguesos i del cantonès. Exemples de paraules d'origen portuguès: Macau, casa (casa), mae (mare) i filho (fill); d'origen malai: sapeca (moneda) i copo-copo (borboleta); d'origen hindi i singalès: fula (flor) i lacassa ("vermicelli"); i d'origen cantonès: amui (noia) e laissi (els anomenats "paquets vermells").

## Gramàtica i ortografia
Com a moltes llengües asiàtiques, el Patuá té falta d'articles definits, de pronoms personals (ex: io significa "Jo" i "meu") i les seves formes verbals no canvien amb les persones gramaticals (ex: io sam significa "Jo sóc" i ele sam significa "Ell és").
Els verbs que transmeten accions contínues són composts, a més del verb en si, per la partícula ta (derivat del verb portuguès "està"), i aquells que transmeten accions ja completes (accions del passat) són composts, a més del verb en si, per la partícula ja (derivat de l'adverbi portuguès "já").
El Patuá té una manera molt especial, també utilitzada en la gramàtica malaia, per a fer el plural de les paraules que consisteix en duplicar la pròpia paraula (exs: casa-casa = "cases"; china-china = "persones o coses xineses"; cedo-cedo = "molt aviat").

## Enllaços extens
- Descripció del Patuá en anglès
- Guia del Patuá Arxivat 2016-02-02 a Wayback Machine. al projecte Memória Macaense
- Língua patuá Arxivat 2011-08-22 a Wayback Machine. a la Revista Macau
- Biografia i una cançó en patuá de José dos Santos Ferreira
- Presentació d'un llibre i d'un poema en patuá de José dos Santos Ferreira
- Alguns poemes en patuá de José dos Santos Ferreira